# Freehub

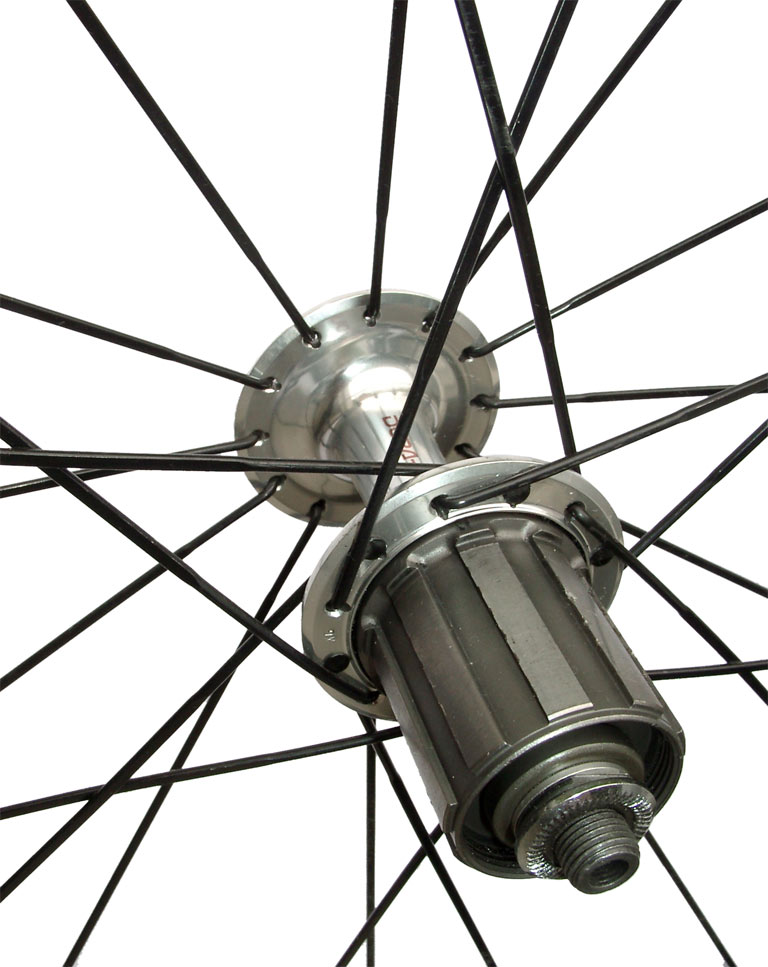
Um cubo Shimano Dura-Ace

Um freehub ou roda-livre é um tipo de cubo de bicicleta que incorpora um mecanismo de catraca, sendo o nome freehub uma marca registada da Shimano. O sistema dá a possibilidade de trocar o conjunto de engrenagens (cassete), que é composto de 7 a 12 unidades (cogs), sem perder a roda livre, além de poder ser removida facilmente utilizando a chave de imobilização do sistema e um extrator com entalhes para remover a tampa do conjunto do cassete, facilitando sua manutenção.